# Pizza For Eggs
Pizza For Eggs（ピザ・フォー・エッグス）は、アンダーワールドのダウンロード限定パッケージ。販売開始は2005年12月7日。
パッケージの構成内容は
- 25分08秒のオーディオ・ファイル（mp3形式）
- 444枚の写真ギャラリー（html形式）
- カバー・アートワーク（pdf形式）

で、公式サイトunderworldlive.comでのみ販売されている。価格は5ポンド。

## オーディオ・ファイル収録曲
収録されている6曲は全て新曲で、1つのトラックにまとめられている。
全曲Rick Smith and Karl Hyde作曲
Pizza For Eggs
1. food a ready
2. back in the fears
3. vanilla monkey
4. flatz
5. ancient phat farm coat
6. play pig